# Pädagogische Hochschule Rheinland
Die Pädagogische Hochschule Rheinland, kurz PH Rheinland, bestand von 1965 bis 1980 und war für die Ausbildung der Grund- und Hauptschullehrer sowie Sonderschullehrer im rheinischen Teil von Nordrhein-Westfalen zuständig. Sie ist aus der Zusammenlegung mehrerer Pädagogischer Hochschulen entstanden und wurde durch Integration der Standorte in Universitäten aufgelöst.

## Organisation
Die PH Rheinland bestand von 1965 bis 1980 aus Abteilungen in verschiedenen Orten:
- Abteilung Aachen
- Abteilung Bonn
- Abteilung Köln
- Abteilung Köln für Heilpädagogik
- Abteilung Neuss
- Abteilung Wuppertal

Von den weiteren ursprünglich rheinischen Pädagogischen Hochschulen bestanden 1965 bis 1972 noch in der PH Ruhr
- Abteilung Kettwig / ab 1968 Duisburg
- Abteilung Essen

Alle Abteilungen gingen 1972 bzw. 1980 in den zugeordneten Universitäten auf und wurden als Pädagogische Fakultäten integriert.

## Geschichte
1930 bis 1932 wurde das Gebäude der Pädagogischen Akademie Bonn unter der Bauleitung des Architekten Otto Hodler umgebaut.
1945 war die nationalsozialistische Lehrerbildung beendet. Neu entstanden die Pädagogischen Akademien, die an die Weimarer Republik mit verkürzten Studiendauer und einer konfessionellen Ausrichtung anknüpften. Dem Lehrermangel nach 1945 konnten die rasch neu gegründeten Pädagogischen Akademien in Nordrhein (Aachen (katholisch), Bonn (simultan), Kettwig (evangelisch) und Essen (katholisch)) noch nicht abhelfen. So forderte die britischen Militärregierung zusätzliche Einrichtungen für die Lehrerausbildung für Volksschullehrer. Im Herbst 1946 entstanden in Oberhausen (katholisch, 1953 aufgelöst), Wuppertal (evangelisch) und Köln (katholisch) je eine weitere Pädagogische Akademie. Nach dem Willen ihrer Gründer – besonders von Joseph Antz (1880–1960) – sollten diese Akademien nach dem preußischen Vorbild eine hochschulmäßige Ausbildung der Volksschullehrer leisten, ohne den Aufwand eines Universitätsstudiums zu kosten. Am 18. November 1946 begann die Kölner Akademie mit 13 Dozenten und 194 Studenten im so genannten Sondernotlehrgang unter dem Schulpädagogen Josef Esterhues (1885–1970).
Lange fehlte den Akademien ein eigenständiger Rechtscharakter. Sie blieben ein Anhängsel des Kultusministeriums unter Ministerialrat Joseph Antz. Erst die „Vorläufige Satzung der Pädagogischen Akademien des Landes NRW“ 1954 bot eine Rektoratsverfassung und ein eingeschränktes Selbstergänzungsrecht der Professoren. Zur weiteren Verwissenschaftlichung trugen die Verlängerung vom viersemestrigen zum sechssemestrigen Studium, die Anforderung eines breiteren erziehungswissenschaftlichen Anteils und die Einführung eines Wahlfaches mit fachwissenschaftlichem Bezug 1957 bei.
Die Umbenennung in Pädagogische Hochschule (1962) blieb nur nominell. Erst mit den Bildungsgesetzen der Jahre 1965 bis 1970 erfolgte ein Ausbau des Bildungswesens, die Pädagogischen Hochschulen in NRW wurden wissenschaftliche Einrichtungen. Mit dem Ende der konfessionellen Bindung (1969), der besoldungsrechtlichen Gleichstellung von PH-Professoren und Universitätsprofessoren sowie der Verleihung des Diplomierungs-, Habilitations- (1968) Promotionsrechts (1970) waren sie wissenschaftliche Hochschulen geworden. Zu den Ordinarien der Abteilung Neuss gehörte etwa Herbert Becker als Professor für Didaktik der Physik und Chemie, zu denen der Abteilung für Heilpädagogik in Köln Josef Fischer als Professor für Didaktik der Sonderschule für Lernbehinderte und geistig Behinderte.